# エレファントジョン
エレファントジョンは、かつてプロダクション人力舎で活動していたお笑いコンビ。略称は「エレジョン」。2004年4月1日結成。2017年3月29日解散。

## メンバー
加藤 憲（かとう けん、1976年12月27日（48歳） - ）ツッコミ担当。立ち位置は右。
- 東京都小平市出身。B型。身長176cm。
- 元「チャップメン」のメンバー（相方は現・鬼ヶ島のアイアム野田）。
- 解散後は太田プロダクションへ移籍し、2018年5月から2019年4月にかけ鈴木奈都（元麦芽）とコンビ「世田谷フレンズ」として活動[2]。
- その後はSMA NEET Projectへ移籍し、2020年には岡村嘉顕（元トブ電波、元スペースラジオ）とコンビ「めろんとばくだん」として活動。2021年6月には、お笑いコンビ「雷ZINちゃん」に加入する形でトリオ「キングヴィオラ」を結成した[3][4]。
- 17 Liveの公式ライバーとして、定期的に配信を行っている。
- 2021年2月20日より、リングアナウンサーとしても活動している[5]。

ガッテン森枝（がってん もりえだ、本名：森枝 天平（もりえだ てんぺい）、1978年6月2日（46歳） - ）ボケ担当。立ち位置は左。
- 元「アメデオ」のメンバー（相方は現・鬼ヶ島のおおかわら）。
- 群馬県高崎市出身。O型。身長171cm。
- 既婚で息子が二人おり家計を助けるために朝4時からアルバイトに出かけ、嫁の実家に同居している。[6]
- メガネをかけているがレンズは入っていない伊達である（結成初期はかけていなかった）。
- 左手を右ひじに添え、右手の人差し指を立てて「ガッテンガッテン」という持ちギャグがあり、漫才でも多く使われている。なお、このポーズは森枝の引退以降、後輩の真空ジェシカ川北や吉住が決めポーズとして使用することがある。
- 「ガッツ藤枝」という芸名で活動することもある。
- 賞レース結果が思ったほど奮わず家族のこれからを考え、芸人引退を切り出したことでコンビは解散。その後は構成作家に転身し、プロダクション人力舎のライブ制作・スクールJCAの講師・たかまつななが設立した会社「株式会社 笑下村塾」のスタッフとして活動している[7]。2020年11月5日『東京03の好きにさせるかッ!』（NHKラジオ第1）で、番組スタッフとして働いていることが紹介されトークにも参加した[8]。

## 概要
- 2004年4月1日にコンビ結成・初舞台。コンビ名については加藤が「エレファントマン」という名前を付けたかったのだが、「エレファントマン」が以前のコンビ名「チャップメン」を連想させるので避けたかった。二人ともイメージ的に怖いのでかわいい名前がいいと考えてもなかなか決まらず、今日中に決めたいと粘っていたところ横にいた柴田英嗣（アンタッチャブル）が「ごきげんジョンってのはどうだい」と提案したところからアイデアをもらって「エレファントジョン」となった。
  - エレファントジョンが定期開催していたトークライブの名前は「ごきげんジョン」であった。また、2010年の漫才新人大賞で大賞受賞時にコンビ名を「エレファントマン」と間違えて呼ばれたことがある。
- THE MANZAI2012の認定漫才師50組に選ばれる。
- THE MANZAI2013の認定漫才師50組に選ばれる。
- THE MANZAI2014の認定漫才師50組に選ばれ、サーキットランキング9位で決勝に進出する。
- 「爆笑オンエアバトル」に出場し始めたのは2005年度からだが、お互い「エレファントジョン」結成前の別々のコンビで活動していた時から既に「オンバト」には出場経験があり（加藤は「チャップメン」、森枝は「アメデオ」。森枝はアメデオとエレファントジョンの両方でチャンピオン大会に出場経験がある。）、その時の出場回数に更に「エレファントジョン」としての出場回数を加えると加藤は25回、森枝は32回出場していることになる。[9]更に非公式ながら後継番組の「オンバト+」の出場回数も含めれば加藤は43回、森枝に至っては実に50回も挑戦していることになり、森枝に関しては「爆笑オンエアバトル」の個人での最多出演者である豊本明長と飯塚悟志（1999年度から2002年度まではアルファルファとして、2003年度から2008年度までは東京03として出場）の記録（46回）をも上回っていることになる[10]。
  - 上述のように加藤と森枝は「エレファントジョン」結成前に活動していたコンビの時から「オンバト」に出場しており、これらの時代を含めれば「オンバト」から後継番組の「オンバト+」まで、総合で約13年半もの間[11]出演し続けたことになる。「爆笑オンエアバトル」開始当初から出場し続けた挑戦者が「オンバト+」にも出場し続けたのは極めて珍しい例である[12]。
- 2017年3月29日のトークライブを最後に解散。
- 解散から2年後の2019年4月26日、森枝の出身地である群馬県内のレストランで行われたライブ『カリーノお笑いライブvol.15』にて漫才を披露、1日限りの復活を果たした[13]。

## 特徴
- 主に漫才。
- 2010年頃から加藤が進める話を森枝が邪魔をするというスタイルのネタを披露しており、その年のM-1グランプリでは初めて3回戦を突破した。
- 漫才の序盤によく森枝の無茶振りに対して加藤がノリツッコミをし、「やらすんじゃないよ」と言った後に今度は森枝がそれにかぶせたボケをして「やらすんじゃないよ」と言うくだりがある。
- 衣装は加藤が赤のジャージ（上）、森枝が白いシャツに緑のズボン。夏場は、加藤は赤いポロシャツや半袖シャツを、ガッテンは白い半袖シャツを着たりする。
- 森枝は息子がいることをアピールすることが多く、息子の写真をネタ中に出すこともある。あらびき団ではこの部分を強調したネタを披露した（このネタを見た東野幸治の感想は「子供出したら出れるみたいな…」）。

## 受賞歴
- 2008年 第7回漫才新人大賞 優秀賞受賞
- 2010年 第9回漫才新人大賞 大賞受賞

## 出演

### 過去
- 爆笑オンエアバトル（NHK）戦績12勝5敗 最高481KB　ゴールドバトラー認定 
  - 第9回チャンピオン大会 ファイナル11位　
  - ※2007・2008年度もチャンピオン大会出場条件である年間4勝は達成しているが、いずれもKB数が足らず2年連続で出場を逃している。[14]
  - 2008年度でゴールドバトラーの称号を手にしたが、獲得後にオンエア率が7割5分に満たなくなったり、上述のように解散してしまったが、剥奪はされていない。
  - ゴールドバトラーの芸人の中で最後に初オンエアを獲得した芸人であり、2006年度以降の初オンエアの芸人の中では彼らが唯一である。
  - ゴールドバトラーの芸人の中で一度もオーバー500を達成していないのはエレファントジョンのみ（オンバト+では下記の通りオーバー500を達成している）。
- オンバト+（NHK）戦績15勝3敗 最高513KB
  - ※年度4回全て3勝、4勝を達成しているが、全てKBが足らず一度もチャンピオン大会に出場していない。
  - 爆笑オンエアバトル時代の戦績を通算すると、非公式ながら最多35回の挑戦をしている（同様に非公式ながらラバーガールも35回挑戦している）。
- エレファントJoyToy（テレビ静岡） - 初の冠番組（2008年8月20日-2008年12月17日）
- エンタの天使（日本テレビ） - 第6回（2008年9月3日）、キャッチコピーは『晩成の象徴（シンボル）』
- ぐるぐるナインティナイン（日本テレビ） - 「おもしろ荘」のコーナー
- うまプロ!U-1グランプリ（フジテレビ）
- キング・サブ（テレビ静岡）
- ドランキュ!（テレビ静岡）
- あらびき団（TBS）
- イツザイS（テレビ東京）
- 笑いの祭典 ゴールドステージ!!（日本テレビ）
- おぎやはぎnoだっぴんぐ（テレビ静岡）
- 東京ビタミン寄席（中野ケーブルテレビ）
- エンタの神様（日本テレビ）アンジャッシュのコントに出演
- ジャガイモン（テレ朝チャンネル、2010年6月10日）
- 新世紀ネタキング決定戦（TOKYO MX、2011年1月6日）
- 爆笑レッドカーペット（フジテレビ）-キャッチコピーは『笑ってガッテン』
- ことばおじさんのナットク日本語塾（NHK） ショートコントのコーナーに出演
- 白黒アンジャッシュ（千葉テレビ）“準レギュラー見習い”として出演
- バカヂカラ（TOKYO MX）
- 来来飯店（群馬テレビ）
- ぐんま一番（群馬テレビ） 群馬県広報番組-2代目 MC
- ヴァンガードスタジアム（BSジャパン）※森枝単独での出演